# Stora Bugärde
Stora Bugärde – miejscowość (tätort) w Szwecji, w regionie administracyjnym (län) Västra Götaland, w gminie Härryda.
Według danych Szwedzkiego Urzędu Statystycznego liczba ludności wyniosła: 415 (31 grudnia 2015), 411 (31 grudnia 2018) i 436 (31 grudnia 2019).